# Moksyfloksacyna
Moksyfloksacyna – organiczny związek chemiczny, chemioterapeutyk z grupy fluorochinolonów, zaburzający replikację DNA bakterii (inhibitor gyrazy DNA oraz topoizomerazy IV).
Działa bakteriobójczo na bakterie Gram-dodatnie (szczepy Staphylococcus aureus wrażliwe na metycylinę, Streptococcus spp. – w tym S. pyogenes i oporne na antybiotyki szczepy S. pneumoniae), bakterie Gram-ujemne (m.in. Haemophilus influenzae, Moraxella catarrhalis, Enterobacter cloacae, Escherichia coli, Klebsiella pneumoniae), bakterie beztlenowe (m.in. Peptostreptococcus spp., Fusobacterium spp.) oraz bakterie atypowe (m.in. Mycoplasma pneumoniae, Legionella pneumophila, Chlamydia pneumoniae).
Moksyfloksacyna szybko i niezależnie od pokarmu wchłania się z przewodu pokarmowego (biodostępność około 91%), osiągając stężenie maksymalne we krwi po 0,5-4 h. Z białkami osocza wiąże się w 40–42%. Przenika do tkanek układu oddechowego, m.in. do zatok, błony śluzowej oskrzeli i makrofagów pęcherzykowych. Jest metabolizowana w wątrobie. T0,5 wynosi około 12 h. Jest wydalana w postaci niezmienionej oraz w postaci metabolitów zarówno z kałem (61%), jak i z moczem.

Przeczytaj ostrzeżenie dotyczące informacji medycznych i pokrewnych zamieszczonych w Wikipedii.